# 洪震
洪震／洪鎮（ホン・ジン、1877年旧暦8月27日 – 1946年9月9日）は、大韓民国の独立運動家。1926年7月から同年12月まで第5代大韓民国臨時政府大統領を務めた。本貫は豊山洪氏。

## 経歴
- 1877年8月27日 – 漢城西小門にある両班の家庭の次男として生まれる。本名は冕熹（ミョニ、면희)、幼名は鳳根（ボングン、봉근）および又鳳（ウボン、우봉）。
- 1896年 - 南相福と結婚。
- 1903年2月 – 法官養成所に入学。
- 1904年7月21日 – 同所を卒業。
  - 7月26日 - 法官養成所博士に任命されたが、二日後に免職される。
- 1906年2月 - 漢城平理院主事。
  - 12月5日 - 法官銓考所試験に合格。
  - 12月10日 – 忠清北道検事発令。
- 1908年5月14日 - 義兵事件の論告を拒否し、免職処分となる。
  - 5月29日 – 大韓帝国法部から弁護士認可証を受ける。
- 1909年7月14日 – 平壌地方裁判所検事局に弁護士登録し、平壌で開業。
- 1919年3月 – 三・一独立運動の発生に伴い、忠清北道清州郡の連絡責任者となる。
  - 3月17日 – 韓聖五の邸宅にて、漢城政府を設立。
  - 4月15日 – 李圭甲とともに漢城政府の閣員名簿と文献を持ち、鴨緑江経由で上海に亡命。その際、氏名を洪鎮に改名。
  - 9月11日 – 大韓民国臨時政府を設立し、李東寧に国務総理就任を打診する。
  - 11月 - 臨時政府国内調査委員及び臨時議政院忠清道選挙委員長に任命される。
- 1920年3月19日 - 臨時議政院常任委員会第4分科委員。
  - 3月30日 - 臨時議政院政務調査特別委員会委員。
- 1921年4月6日 - 臨時議政院全員委員長に当選。
  - 4月20日 - 上海大韓僑民団長に選任される。
  - 5月6日 - 臨時議政院第3代議長に選出。
  - 5月20日 – 僑民団長を免職。
  - 8月13日 - 在上海僑民団事務所にて大太平洋会議外僑後援会を設立し、臨時議長に選出。
  - 8月26日 - 大太平洋会議外僑後援会の正式発足に伴い、代表人幹事長に就任。
- 1922年4月3日 - 太平洋会議に対する責任で国務院が総辞職したことに伴い、臨時議政院議長を免職される。
- 1924年5月 - 臨時議政院内で改憲問題が紛糾したことに伴い、臨時政府内の職を離任し、江蘇省鎮江市にて隠居する。
- 1926年7月7日 - 臨時議政院にて大統領に選出され、翌日就任。氏名を洪震に改名。
  - 8月30日 – 洪震政府が正式に発足。
  - 12月9日 - 唯一党運動に力を注ぐため、大統領を辞任。
- 1930年7月26日 – 韓国独立党を創党、中央委員長に選出。
- 1934年2月25日 – 南京で申翼煕の韓国革命党と統合し、新韓独立党を創党、中央委員長に選出。
- 1935年7月5日 - 独立系列単一政党である民族革命党を創党、中央検事委員となる。
- 1937年8月17日 - 美洲地域6個団体を参加させた、韓国光複運動団体連合会を結成。
- 1939年10月15日 - 臨時議政院忠清道委員に選出。
  - 10月16日 - 臨時議政院議長に選出（第2次）。
  - 10月23日 - 臨時政府国務委員に選任される。
  - 10月25日 - 臨時政府内務長に選任される。
  - 11月5日 - 臨時議政院議長を辞任。
- 1940年5月9日 – 韓国独立党を創党、中央執行委員に選出。
  - 10月8日 - 臨時政府顧問を推戴。
- 1942年10月26日 - 臨時議政院議長に選出（第3次）。
- 1943年10月9日 - 第35次臨時議政院開催、国務委員の選出方法に関して与野党が対立。
- 1944年1月3日 - 国務委員選出方式のための投票で与野党が同数になると、議長であったにもかかわらず、野党側が主張した無記名投票法に賛成。これに伴い、崔東旿副議長とともに韓国独立党を離党。
- 1945年2月9日 – 新韓民主党を創党、柳東説や金朋濬とともに主席団に選出。
  - 11月5日 – 日本の降伏に伴い、金九など臨時政府の要人29名とともに重慶から上海に到着。
  - 12月1日 - 臨時政府第2陣22名の一員として上海を出発。当初は金浦空港への到着を予定していたものの、暴雪により群山飛行場に到着。
- 1946年2月1日 – 明洞聖堂にて非常国民会議創立大会を開催、議長に選出される。
  - 7月 - 心臓喘息で入院、その際南相喆の勧めによりキリスト教の洗礼を受け、「アンドレア」の洗礼名を賜る。
  - 9月9日 – 70歳で死去。
  - 9月13日 - 明洞聖堂で葬儀が執り行われ、仁川広域市官校洞の墓地に埋葬される。
- 1984年12月15日 – ソウルの国立墓地に移葬される。
- 1994年10月6日 – 国立墓地内の臨時政府要人墓域である臨政随伴墓所に移葬される。